# Oreoderus longicarinatus
Oreoderus longicarinatus är en skalbaggsart som beskrevs av Ricchiardi 2000. Oreoderus longicarinatus ingår i släktet Oreoderus och familjen Cetoniidae. Inga underarter finns listade i Catalogue of Life.